# Чуст (футбольный клуб)
Чуст-Пахтакор — советский и узбекистанский футбольный клуб из города Чуста Наманганской области.

## Названия
- 1968—1970 — «Чуст» Наманганская область.
- 1995 — «Сардор» Чуст.
- 2002 — «Пахтакор» Чуст.
- 2004 — «Чуст Пахта» Чуст.
- 2010—2015 — «Чуст-Пахтакор» Чуст.

## История
Основан не позднее 1968 года. 
Команда представляла колхоз «1 мая» и в печатных изданиях  называлась «Чуст» (Наманганская область).
В период независимости Узбекистана клуб 3 раза выступал в финальных этапах Второй лиги (1995, 2002 и 2004) и провёл 6 сезонов подряд в Первой лиге (2010—2015).

## Достижения
Первая лига Узбекистана — 9-е место (2013).
Вторая лига СССР — 10-е место в зоне «Средняя Азия» класса «Б» (1969).

## Результаты выступлений в СССР
| Сезон | Турнир                                              | Место |
| ----- | --------------------------------------------------- | ----- |
| 1968  | Чемпионат Узбекской ССР, 1-я группа                 | 1     |
| 1969  | Чемпионат СССР 1969, класс «Б», зона «Средняя Азия» | 10    |
| 1970  | Чемпионат СССР 1970, класс «Б», зона «Средняя Азия» | 15    |